# Holberg-Preis
Der Internationale Holberg-Gedenkpreis (norwegisch Holbergprisen) wird von der norwegischen Universität Bergen für herausragende wissenschaftliche Arbeiten im Bereich der Theologie, Geistes-, Sozial- und Rechtswissenschaften verliehen. Die Auszeichnung ist nach dem norwegisch-dänischen Schriftsteller Ludvig Holberg (1684–1754) benannt. Sie wurde 2004 erstmals vergeben. Der Preis ist mit 6 Millionen norwegischen Kronen (Stand 2018, etwa 700.000 Euro) dotiert, die von der 2003 gegründeten Ludvig-Holberg-Gedenkstiftung finanziert werden. Mehreren Reputationsstudien zufolge, die in den Jahren 2013 bis 2014 und 2018 durchgeführt wurden, gilt der Holberg-Preis gemeinsam mit dem Stein-Rokkan-Preis und der British Academy Medal als eine der weltweit renommiertesten interdisziplinären Auszeichnungen in den Sozialwissenschaften.
Mit dem ergänzenden norwegischen Projekt Holberg-Preis an Schulen soll das soziale Bewusstsein für die Bedeutung der Geistes- und Sozialwissenschaften gesteigert und insbesondere das Interesse der jüngeren Menschen an diesem Fachgebiet angeregt werden.

## Preisträger
- 2004 – Julia Kristeva (Bulgarien/Frankreich)
- 2005 – Jürgen Habermas (Deutschland)
- 2006 – Shmuel N. Eisenstadt (Israel)
- 2007 – Ronald Dworkin (USA)
- 2008 – Fredric R. Jameson (USA)
- 2009 – Ian Hacking (Kanada)
- 2010 – Natalie Zemon Davis (USA)
- 2011 – Jürgen Kocka (Deutschland)
- 2012 – Manuel Castells (Spanien)
- 2013 – Bruno Latour (Frankreich)
- 2014 – Michael Cook (Vereinigtes Königreich)
- 2015 – Marina Warner (Vereinigtes Königreich)
- 2016 – Stephen Greenblatt (USA)
- 2017 – Onora O’Neill (Vereinigtes Königreich)
- 2018 – Cass Sunstein (USA)
- 2019 – Paul Gilroy (Vereinigtes Königreich)
- 2020 – Griselda Pollock (Vereinigtes Königreich/Kanada)
- 2021 – Martha C. Nussbaum (USA)
- 2022 – Sheila Sen Jasanoff (USA)
- 2023 – Joan Martinez-Alier (Spanien)
- 2024 – Achille Mbembe (Kamerun)
- 2025 – Gayatri Chakravorty Spivak (Indien)